# Walther P88
La Walther P88 es una pistola semiautomática desarrollada por la empresa Walther de Alemania en 1988, de ahí el nombre del modelo P88. 
La Walther P88 es muy apreciada entre los coleccionistas y tiradores deportivos debido a su excelente precisión y su alta calidad. Con esta pistola la empresa alemana compitió en el concurso de reemplazo de la pistola M1911 del Ejército estadounidense, pero sus altos costes y algunos aspectos técnicos hicieron que la Walther se retirara del concurso.

## Variantes

### P88 compact
Más ligera y un poco más pequeña, sólo tiene ligeras diferencias respecto al modelo original.